# Mackoght

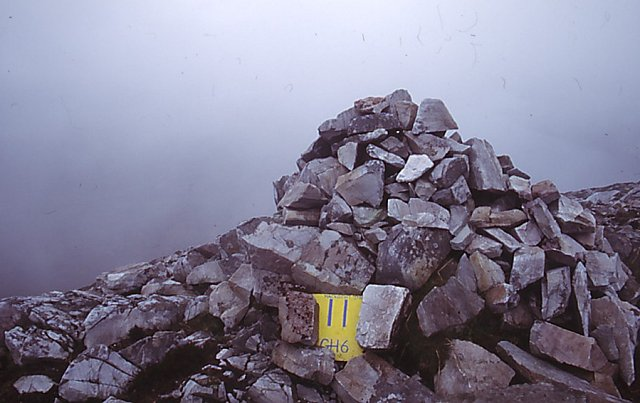
Kopiec na szczycie

Mackoght (lub Macoght) (irl. Mac Uchta, co oznacza syn piersi górskiej), zwana także Małym Errigalem lub Maleńkim Errigalem (irl. an Earagail Bheag) – góra w  hrabstwie Donegal, w Irlandii. Ma 555 metrów (1,821 stóp).

## Położenie
Góra jest drugą najbardziej wysuniętą na południe i drugą najniższą w łańcuchu górskim, zwanym przez mieszkańców siedmioma siostrami, Seven Sisters. 
Siedem sióstr, to Muckish, Crocknalaragagh, Aghla Beg, Ardloughnabrackbaddy, Aghla More, Errigal i Mackoght, wszystkie należą do gór Derryveagh. Mackoght znajduje się na 351 pozycji, w kategorii najwyższych szczytów Irlandii.